# Carlo Antonio Gianinazzi
Carlo Antonio Gianinazzi (* 1. April 1936 in Castagnola, heute Lugano; † 13. Januar 2014) war ein Schweizer Journalist, Kunstkritiker und Schriftsteller.

## Leben
Carlo Antonio Gianinazzi absolvierte das Gymnasium in Lugano und studierte Malerei an der Accademia di Belle Arti di Brera in Mailand. Neben seiner Arbeit als Journalist und Kunstkritiker veröffentlichte er sechs Gedichtbände.
Gianinazzi leitete von 2006 bis zu seinem Tod die Monatszeitschrift La voce di Castagnola, für die er seit 1981 tätig war.

## Werke

### Poesie
- Lumen, Mailand 1969
- Fiori di ghiaccio, Lugano 1976
- Nell’ora dei ritorni, Castagnola 1978
- Crisalidi, Catanzaro 1983
- Celate paure e sorrisi, Catanzaro 1983
- Oniriche vestali, Castagnola 1995

### Essays, Sachbücher
- (Hrsg.:) Lugano e dintorni attraverso gli schizzi di Simone Erni, Lugano 1984
- (Hrsg.:) Lelèn 1885–1985, Castagnola 1985
- I volontari luganesi nel secondo centenario dell’indipendenza. Fontana, Pregassona 1998, ISBN 88-8191-121-3.
- Ugo William Moglia, il pittore del quarto di luna. Fontana, Pregassona 2006, ISBN 978-88-8191-267-4.
- Funicolare Monte Brè da cento anni sui binari del Brè, Lugano 2008
- Lecaibarbis. Fontana, Pregassona 2012, ISBN 978-88-8191-349-7.